# Kaspar Förster
Kaspar Förster den yngre (fornavnet skrives også Caspar og efternavnet Foerster eller Forster) (født kort før 28. februar 1616, død 1. marts 1673) var en tysk sanger, komponist og hofkapelmester, der virkede ca. 10 år som kapelmester i København.

## Biografi
Han fødtes som søn af Kaspar Förster den ældre, som var kantor, kapelmester ved Mariekirken og senest boghandler i Danzig. Efter nogle år med boglige studier fik han lov til også at udvikle sine musikalske evner. Han havde en velklingende og omfangsrig basstemme, og opnåede hurtigt at blive sanger ved hofmusikken i Warszawa, en at tidens mest ansete under ledelse af en italiensk kapelmester ved navn Marco Scacchi, som tog sig af Försters videre uddannelse.
Efter nogle år tog han til Italien, som på den tid var Europas musikland nr. 1, for at arbejde og videreuddanne sig. Derefter overtog han en tid faderens embede ved Mariekirken i Danzig for så igen at rejse til Italien. Man kender dog ikke meget til hans ophold der. Det næste man hører om ham er, at den danske kong Frederik 3. i 1652 engagerer ham som kapelmester for sine ensembler (Det Kongelige Kapel). Han må dog nødvendigvis have haft et godt omdømme i tiden, når han blev ansat ved et protestantisk hof i København, selv om han i sin tid i Italien var konverteret til katolicismen. Han fik også den uhørt høje løn af 1000 rigsdaler årligt.
Förster havde under sit ophold i Italien udviklet sig til en betydelig komponist af både kirkelig og verdslig musik. Han var også mand for at skaffe friske dygtige musikere til kapellet efter de magre år i Christian 4.s sidste regeringsår. Netop i disse år skiftede moden ved det danske til en mere franskorienteret stil inspireret af de ekstravagante forhold ved kong Ludvig 14.s hof i Paris. Disse nye strømninger indebar bl.a. store, pragtfulde hofballetter (”musikalske Skue- og Dansespil”), hvori hoffets medlemmer med dronning Sophie Amalie i spidsen deltog sammen med bl.a den franske sangerinde og danserinde mademoiselle la Barre og andre professionelle skuespillere.
Krigen med Sverige 1657 afbrød for nogle år Försters virksomhed her i landet. Han vendte tilbage til Venedig og deltog i krigen mod tyrkerne, avancerede til kaptajn og blev dekoreret med St. Marcus Ordenen. 1661 eller 1662 vendte han tilbage til Danmark og beklædte for anden gang embedet som kapelmester frem til 1666 eller 1667. I 1663 komponerede hen musikken til ”Il Cadmo”, måske det første skuespil i egentlig musikalsk-dramatisk stil opført i Danmark. Hvad han eventuelt måtte have efterladt sig af noder i København gik op i luer ved slotsbranden i 1794 og den musik der fandtes i Danzig gik til grunde under 2. verdenskrig. Det man kender af hans musik i dag stammer først og fremmest fra en samling få universitetsbiblioteket i Uppsala i Sverige samlet af den daværende hofkapelmester i Stockholm, Gustaf Düben. En stor del af denne musik er fra 1660'erne og er sandsynligvis komponeret eller i det mindste opført i København.
Efter sin bortrejse fra København opholdt han sig i nogen tid i Hamborg og Dresden, hvorpå han begav sig til sin fødeby Danzig og tilbragte sine sidste leveår i klosteret Oliva i nærheden af byen. Her døde han og blev begravet 1. marts 1673.

## Musik
- Domine Dominus noster
- Vanitas vanitatum
- Sonata a 7
- Viri Israelite audite
- La Pazza
- Repleta est malis
- Mindst seks Sonata a 3
- Congregantes philistei
- 3 oratorier
- 35 kirkekantater
- 4 verdslige kantater